# Linia Hutnicza Szerokotorowa
Linia Hutnicza Szerokotorowa (LHS) (v překladu Hutnická širokorozchodná trať) je jednokolejná trať o rozchodu 1520 mm. Tato trať o délce 394,65 km spojuje síť ukrajinských železnic z ukrajinsko-polské hranice (hraničním bodem je most přes řeku Bug) u Hrubieszówa se Sławkówem na hranici Slezského a Malopolského vojvodství. Původní název této trati byl Linia Hutniczo-Siarkowa (čili Hutnicko-sírová trať) a vedle stavby trati Centralna Magistrala Kolejowa se jednalo o jednu z největších železničních staveb v Polsku 70. let 20. století.

## Výstavba
V 70. letech přestala normálněrozchodná železniční trať Medyka – Przemyśl – Tarnów – Jaworzno Szczakowa kapacitně postačovat pro dopravu železné rudy pro hutnický kombinát Huta Katowice. Proto bylo rozhodnuto o výstavbě nové trati z hranic se Sovětským svazem až do Huty Katowice, ovšem s širokým rozchodem, čímž odpadla zdlouhavá a finančně náročná překládka mezi vozy různých rozchodů. Vedle železné rudy měla být přepravováno také uhlí a síra z Polska do Sovětského svazu. Celá trať byla dána do provozu 30. listopadu 1979.

## Vývoj přepravy
Po dostavbě postupně narůstal objem přeprav, přičemž rekordního objemu bylo dosaženo v roce 1984 – 9,93 mil. tun. V dalších letech přepravy postupně klesaly, přičemž nejnižších objemů bylo dosaženo v 90. letech. Po roce 2000 se objem přepravy začal postupně zvedat v důsledku zvýšené potřeby železné rudy pro rostoucí výrobu Huty Katowice, stále více se však prosazují i jiné komodity, např. zemní plyn, kontejnery aj.

## Provozovatelé
Od počátku provozu byly provozovatelem dráhy i drážní dopravy státní železnice Polskie Koleje Państwowe (PKP). V rámci transformace PKP na holding Grupa PKP převzala 1. července 2001 provozování dráhy i drážní dopravy k tomu účelu založená firma PKP Linia Hutnicza Szerokotorowa.
Soupravy s rudou byly v konečné stanici Sławków Południowy předávány lokomotivám Huty Katowice, které je odvážely k vykládce na širokorozchodné části vlečky hutě. Situace se dodnes nezměnila, ovšem vlečková doprava v rámci hutě byla vyčleněna do dceřiné společnosti Przedsiębiorstwo Usług Kolejowych KOLPREM.
Kolem trati a zejména v koncovém Sławkówě pak postupně různé logistické firmy budují překladiště různých komodit.

## Lokomotivy
Základem parku lokomotiv provozovaných na LHS jsou od počátku výkonné šestinápravové stroje řady ST44 (u nás řada 781), které jsou provozovány zpravidla ve dvojicích. V roce 2005 pak byly remotorizovány první dva stroje této řady s použitím motorů řady Caterpillar.
Doplňkovou řadou jsou lokomotivy SM48, které jsou nasazovány především na posun, případně na postrky.

## Trasa LHS

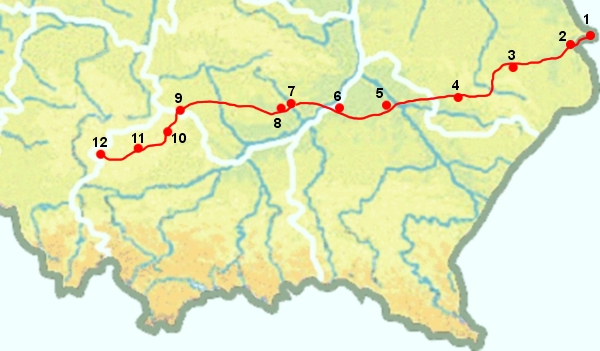
Mapa LHS
1. Hranice Polsko-Ukrajina u Gródku,
2. Hrubieszów,
3. Zamość,
4. Biłgoraj,
5. Nisko,
6. Wola Baranowska,
7. Staszów,
8. Grzybów,
9. Sędziszów,
10 Kępie,
11. Zarzecze,
12. Sławków.